# Hans Schliepmann
Johannes Karl Gottfried « Hans » Schliepmann (né le 26 novembre 1855 à Strausberg, arrondissement du Haut-Barnim et mort le 20 novembre 1929 à Berlin) est un architecte allemand, fonctionnaire du bâtiment, écrivain et auteur de livres d'architecture.

## Biographie
Schliepmann est le fils du pharmacien Otto Carl August Schliepmann et de son épouse Elise Caroline Wilhelmine née Bolle. En 1882, la famille déménage à Berlin, où Hans étudie au lycée de Dorotheenstadt. Il étudie ensuite à l'université technologique de Charlottenbourg. De 1881 à 1884, il travaille comme contremaître en construction à Metz, Strasbourg et Francfort-sur-le-Main. À partir de 1886, il travaille comme architecte gouvernemental à Berlin, puis au bureau technique du ministère. À partir de 1905, il détient le grade d'officier du bâtiment royal, plus récemment celui de magistrat officier supérieur du bâtiment.
Dans le cadre de cette activité, il publie en 1913 l'ouvrage en deux volumes Geschäfts- und Warenhäuser: Vom Laden zum Grand Magasin (vol I) et Die weitere Entwicklung der Kaufhäuser (vol II) à la Collection Göschen (de). En 1914, il rédige la première monographie sur l’architecture cinématographique dans les états allemands. Il écrit également des articles pour les revues spécialisées Illustrirte Kunstgewerbebliche Zeitschrift für Interior Decoration et pour le Berliner Architekturwelt (dont il est parfois rédacteur), par exemple, et des essais intitulés Die neuen Entwürfe zum Berliner Königlichen Opernhaus (de) und Die Farbe in der Monumentalkunst.
En 1984, l'anthologie Neuland : Ein Sammelbuch moderner Prosadichtung publie le récit de Schliepmann, Zwei Träume (Silberne Gitter, Leben). Au cours des années suivantes, Schliepmann écrit non seulement de la poésie, mais aussi de l'humour et de la prose, en partie sous le pseudonyme d'Eberhard Treubier (comme Tugend-Gracche, 1895),. En 1920, sous le pseudonyme de Siegfried Pentha-Tull, il publie le volume d'essais Die siegreiche Weltanschauung (Neo-Machiavellismus) und wir Juden.
Schliepmann fait partie du cercle restreint de ce qu’on appelle la « table des habitués du crime », à laquelle fréquente également l’écrivain et illustrateur Paul Scheerbart. Il connaît un succès particulier dans la société bohème de Berlin sous le nom d'Eberhard Treubier avec ses lectures de poésie. Il rédige également des critiques sur les expositions et mouvements artistiques berlinois actuels, comme l'« Affaire Munch (de) ». En 1895, Alfred Kerr rapporte dans ses « Lettres de Berlin » les célébrations (satiriques) du soixante-dixième anniversaire d'Eberhard Treubier, auxquelles sont également présents Max Halbe (de), Hermann Hendrich, Paul Schlenther (de), Sigmund Lautenburg (de) et Otto Erich Hartleben (de).

## Famille
Hans Schliepmann est marié le 26 novembre 1891 avec Elise Auguste Helene née Jaenke (née le 5 octobre 1860).

## Publications (sélection)

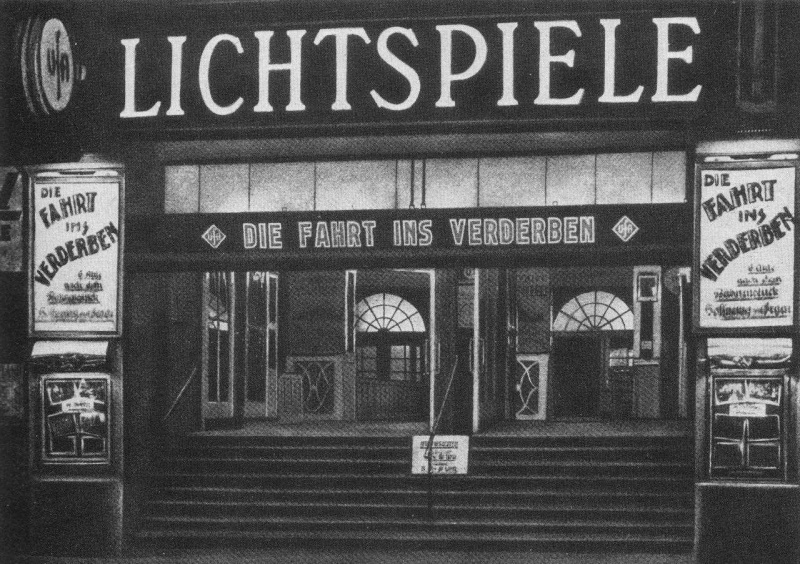
Photographie des Jeux de Lumière d'Ufa par Hans Schliepmann, Berlin 1924

### Architecture
- Betrachtungen über Baukunst – Zum Verständniß moderner Architekurfragen. Berlin, 1891
- Die Berliner Hochbahn als Kunstwerk
  - (1). Dans: Berliner Architekturwelt. Nr. 9, Dezember 1901, p. 303 ff. (zlb.de).  Digitalisat]
  - (2). Dans: Berliner Architekturwelt. Nr. 10, Januar 1902, p. 339 ff. (zlb.de).  Digitalisat]
- Die neuen Entwürfe zum Berliner Königlichen Opernhaus. Berliner Architekturwelt, Sonderheft 12. Berlin: Wasmuth (de), 1913. urn:nbn:de:kobv:109-1-15382701 digitalisiert von der Zentral- und Landesbibliothek Berlin.
- Berliner Brücken. Dans: Berliner Architekturwelt. Nr. 7, Oktober 1913, p. 261 ff. (zlb.de).
- Lichtspieltheater: Eine Sammlung ausgeführter Kinohäuser in Berlin. Verlag von Ernst Wasmuth, Berlin, 1914; urn:nbn:de:kobv:109-1-15386136 digitalisiert von der Zentral- und Landesbibliothek Berlin.
- Von der Dresdener Bau-Ausstellung. Dans: Deutsche Kunst und Dekoration.

### Œuvres littéraires et essayistiques
- Musenerstlinge, auserwählt von Eberhard Treubier. Deutsche Schriftsteller-Genossenschaft, Berlin 1895.
- Wir Gebildeten (1896)
- Eindeutschung und Judenfrage (1917)
- Die Wenigen und die Vielen (1918)
- Absonderliche Geschichten. Lustige Eulenspiegeleien. Matthes, Leipzig und Hamburg 1919.
- Die siegreiche Weltanschauung (Neo-Machiavellismus) und wir Juden. Schreiber, Leipzig / Hartenstein im Erzgebirge 1920.
- Was das Leben erfüllt – Ein Roman für Besinnliche. Erich Matthes, Leipzig / Hartenstein 1920.
- Sonntagsfeier. Andachten aus der Schatzkammer der Dichter und Denker. Verlag des Vereins für soziale Ethik und Kunstpflege in Berlin, 1922[11]
- Von seligen Herzen. Hauschronik der Familie Hoffer von 1825 bis 1870. Erich Matthes, Leipzig 1924.
- Lebenssymphonie. Ausgewählte Gedichte aus fünfzig Jahren. B. Behrs / Friedrich Feddersen, Berlin / Leipzig 1927.